# イー・ガーディアン
イー・ガーディアン株式会社は、東京都港区に本社を置く日本の企業。

## 概要
ネット風評監視サービスを行っている。

## 沿革
- 1997年11月 - 創業者の夏目三法は、大阪府大阪市西区にて「ホットポット」を創業し、ホームページ制作及びマルチメディアコンテンツプロバイダーとして、無料レンタル掲示板事業、レンタルサーバ事業を開始した[2]。
- 1998年5月 - 大阪市西区西本町二丁目4番10号に「株式会社ホットポット」を設立[3]。ホームページ制作及びマルチメディアコンテンツプロバイダーとして業務開始[3]。
- 2000年4月 - 本社を大阪府大阪市港区弁天一丁目2番1号に移転[2]。
- 2001年
  - 6月 - コールセンター事業開始[3]。
  - 12月 - 人材派遣事業開始[3]。
- 2003年
  - 3月 - 携帯電話販売事業の営業権を株式会社カムテックから取得[3]。石油卸業を営む株式会社カムテックの発行済み株式の全部を取得し子会社化[3]。情報システム開発を営む株式会社三太（その後社名をインターネットマネジメントシステム株式会社に変更）の発行済み株式の全部を取得し子会社化[3]。
  - 4月 - 当社グループ内でインターネット掲示板における掲示板投稿監視事業開始[3]。
  - 6月 - 人材派遣業の営業権を横河キューアンドエー株式会社（現・キューアンドエー）から取得[3]。
- 2004年8月 - 本社を大阪府大阪市北区堂島一丁目6番20号に移転[2]。
- 2005年
  - 9月 - 株式会社カムテックの発行済株式数の全部を譲渡[2]。
  - 10月 - イー・ガーディアン株式会社に商号変更[3]。
- 2006年
  - 6月 - 携帯電話販売事業を株式会社菱和テレコムに売却[3]。
  - 7月 - 人材派遣事業を株式会社フジスタッフに一部売却[3]。
  - 10月 - 本社を東京都港区麻布十番一丁目2番3号に移転（旧本社を大阪センターへ）[3]。
- 2007年
  - 2月 - 大阪センターを大阪市北区梅田一丁目1番3号に移転[3]。
  - 9月 - 子会社であるインターネットマネジメントシステム株式会社を清算[3]
- 2009年3月 - 東京都立川市曙町に立川センターを開設[3]
- 2010年12月 - 東京証券取引所マザーズに株式を上場[3]。
- 2011年6月 - 宮崎県宮崎市に宮崎センターを開設[3]
- 2012年6月 - イーオペ株式会社を完全子会社化(現：イー・ガーディアン東北株式会社)[3]。
- 2014年
  - 9月 - 株式会社パワーブレイン（現・EGヒューマンソリューションズ）を完全子会社化[3]。
  - 10月 - トラネル株式会社（現・EGテスティングサービス）を設立[3]。
- 2015年
  - 4月 - HASHコンサルティング株式会社を完全子会社化（現・EGセキュアソリューションズ）[3]。
  - 9月 - 熊本県熊本市に熊本センターを開設[3]。
- 2016年
  - 2月 - リアル・レピュテーション・リサーチ株式会社を新設[3]。
  - 9月 - 東京証券取引所第一部に市場変更[3]。
- 2017年
  - 1月 - 株式会社アイティエスを完全子会社化[3]。
  - 7月 - フィリピンにE-Guardian Philippines Inc.を設立[3]。
- 2018年
  - 4月 - 大阪府大阪市北区に大阪GAMELABOを開設[3]。
  - 10月 - EGヒューマンソリューションズ株式会社及びリアル・レピュテーション・リサーチ株式会社を吸収合併[3]。
- 2019年
  - 1月 - 本社を東京都港区虎ノ門一丁目2番8号に移転[3]。
  - 8月 - 株式会社グレスアベイルを子会社化[3]。
  - 10月 - プロ麻雀リーグのMリーグ2019のスポンサー契約を結ぶ。
  - 12月 - SNS流行語大賞を初めて発表。
- 2020年
  - 4月 - 広島県広島市中区に広島センターを開設[3]。
  - 4月 - 東京都新宿区西新宿に新宿サテライトを開設[3]。
  - 5月 - 新型コロナウイルス接触確認アプリ利用者サポートを受託[4]。
  - 10月 - 株式会社ジェイピー・セキュアを完全子会社化[3]。
- 2021年10月 - EGセキュアソリューションズ株式会社が、株式会社グレスアベイル及び株式会社ジェイピー・セキュアを吸収合併。
- 2023年10月 - チェンジホールディングスが株式公開買付け及び第三者割当増資引受により、議決権所有割合ベースで49.90%の株式を取得[5]。

## 事業
- ブログ・SNS・掲示板企画コンサルティング[1]
- リアルタイム投稿監視業務[1]
- ユーザーサポート業務[1]
- オンラインゲームカスタマーサポート業務[1]
- コンプライアンス対策・風評・トレンド調査業務[1]
- コミュニティサイト企画・サイト運営代行業務・広告審査代行サービス業務[1]
- 人材派遣業務[1]

## 関連会社
- EGセキュアソリューションズ株式会社[1]
- EGテスティングサービス株式会社[1]
- E-Guardian Philippines Inc.[1]
- イー・ガーディアン東北株式会社[1]
- E-Guardian Vietnam Co.,Ltd.[1]

## 加盟団体
- 一般社団法人新経済連盟[1]
- 公益社団法人警視庁管内特殊暴力防止対策連合会[1]
- 公益社団法人日本広告審査機構[1]
- 一般社団法人日本インタラクティブ広告協会[1]
- 一般社団法人 ブロックチェーン推進協会[1]

## その他
創業者夏目三法の娘で元日本テレビアナウンサー、元フリーアナウンサーの夏目三久は創業者一族であり、同社が東証マザーズに上場する直前には2万4000株（上場前保有比率1.71%）を保有していたと報道されている。